# Liberala partiet
Liberala partiet (Либеральная партия), именуемая Klassiskt liberala partiet (Классическая либеральная партия), чтобы избежать путаницы с Liberalerna — классическая либеральная политическая партия в Швеции, основанная в 2004 году.
Лидер партии — Лиза Миссинг. Штаб-квартира партии находится в Стокгольме, а региональные представительства — в Йёнчёпинге и Линчёпинге.

## Идеология
Следующая цитата взята из англоязычного информационного раздела официального сайта партии:
Мы в партии Liberala partiet (Классическая либеральная партия) - классически настроенные либералы. Мы верим в общество, в котором человеку предоставляется власть над собственной жизнью. Общество, где приоритет отдается индивидууму, где долг не может быть навязан, а индивидуум не может стать жертвой принудительного коллектива. Свободные и суверенные личности свободны формировать свои собственные отношения и ассоциации с другими свободными и суверенными личностями.

## История выборов

### Парламент
Liberala partiet участвовала в четырех всеобщих выборах в Шведский риксдаг. Их лучший результат был на всеобщих выборах 2018 года, когда партия получила 1504 голоса, или 0,02 %.
| Год  | Голоса | Голоса в % | Депутаты |
| ---- | ------ | ---------- | -------- |
| 2006 | 202    | 0,00       | 0        |
| 2010 | 716    | 0,01       | 0        |
| 2014 | 1210   | 0,02       | 0        |
| 2018 | 1504   | 0,02       | 0        |

### Европейский парламент
Liberala partiet приняла участие в одних выборах в Европейский парламент. Партия впервые участвовала в выборах 2014 года, хотя и имела право участвовать в предыдущих выборах в 2009 году.
| Год  | Голоса | Голоса в % | Европарламентарии |
| ---- | ------ | ---------- | ----------------- |
| 2009 | —      | —          | 0                 |
| 2014 | 492    | 0,01       | 0                 |
| 2019 | 702    | 0,02       | 0                 |